# ルイス・ランサナ・ベアボギ
ルイス・ランサナ・ベアボギ（フランス語: Louis Lansana Beavogui、1923年12月28日 - 1984年8月19日）は、ギニア共和国の政治家。1972年から1984年まで同国の首相を務め、セク・トゥーレ大統領が在任中に亡くなった後、臨時大統領に就任した。

## 略歴
ベアボギは、1923年に当時のフランス領西アフリカ、現在のギニア共和国の南部に位置するンゼレコレ州マサンタ県で、トマ族の子として生まれた。その後、セネガルのダカールで医師になるための勉強を受けた。31歳の時、ファラナ州キシドゥーグーの市長に選ばれる。また、1956年1月には、フランス領ギニアが有していた国民議会の3人の議員の1人に選ばれた。
ギニアがフランスから独立を果たした1958年、セク・トゥーレ大統領の下で経済開発相に任命され、1961年には外相に就任した。また1966年にはクーデターによって失脚しガーナから亡命してきたクワメ・エンクルマ大統領をギニアで受け入れたため、同年10月、アフリカ統一機構の会議が開かれるエチオピアに向かう途中、アクラの空港でガーナ当局に足止めさせられることとなった。ベアボギは1969年5月まで外相を務め、再び経済開発相に戻った。
1972年4月25日、ギニア民主党（PDG）の第9回大会の最後で、トゥーレ大統領の口から首相職の新設と初代首相としてベアボギを指名することが発表された。ベアボギは、同年4月26日から1984年4月3日まで首相を務めた。

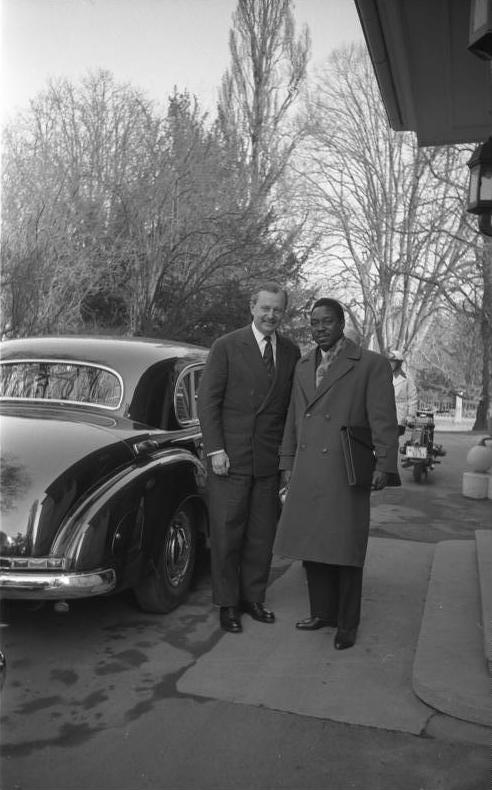
1959年、西ドイツのボンにて（右がベアボギ）

## 臨時大統領と軍事クーデター
1984年3月26日、トゥーレ大統領が在任中のまま亡くなった。ベアボギはトゥーレの後継者として臨時大統領に就いた。しかし、約1週間後の4月3日には、ランサナ・コンテとディアラ・トラオレによる軍事クーデターによって大統領職から降ろされた。クーデターの後、ベアボギはキンディアで投獄され、後に病気の治療のためコナクリに送られた。1984年8月、コナクリで入院中に糖尿病で亡くなった。